# 存仁堂
存仁堂为位于中国江苏省镇江市的中华老字号中药店，创立于1831年，其名取“存其仁义，同济众生”之意，以饮片炮制精细、丸散选料考究而闻名。今已发展为连锁经营的医药零售企业镇江存仁堂医药连锁有限责任公司，拥有57个分店。

## 图集

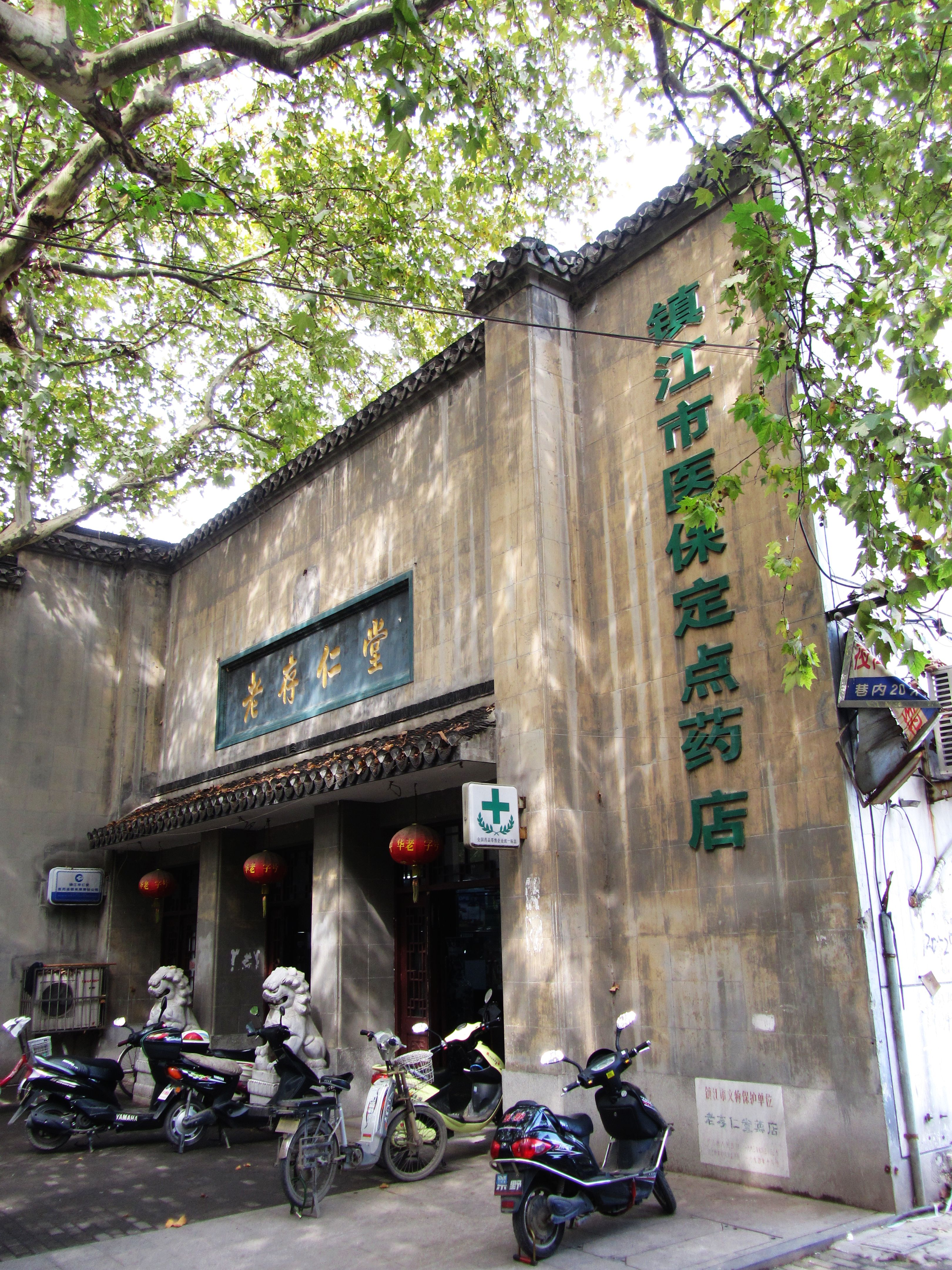
大西路老存仁堂药店
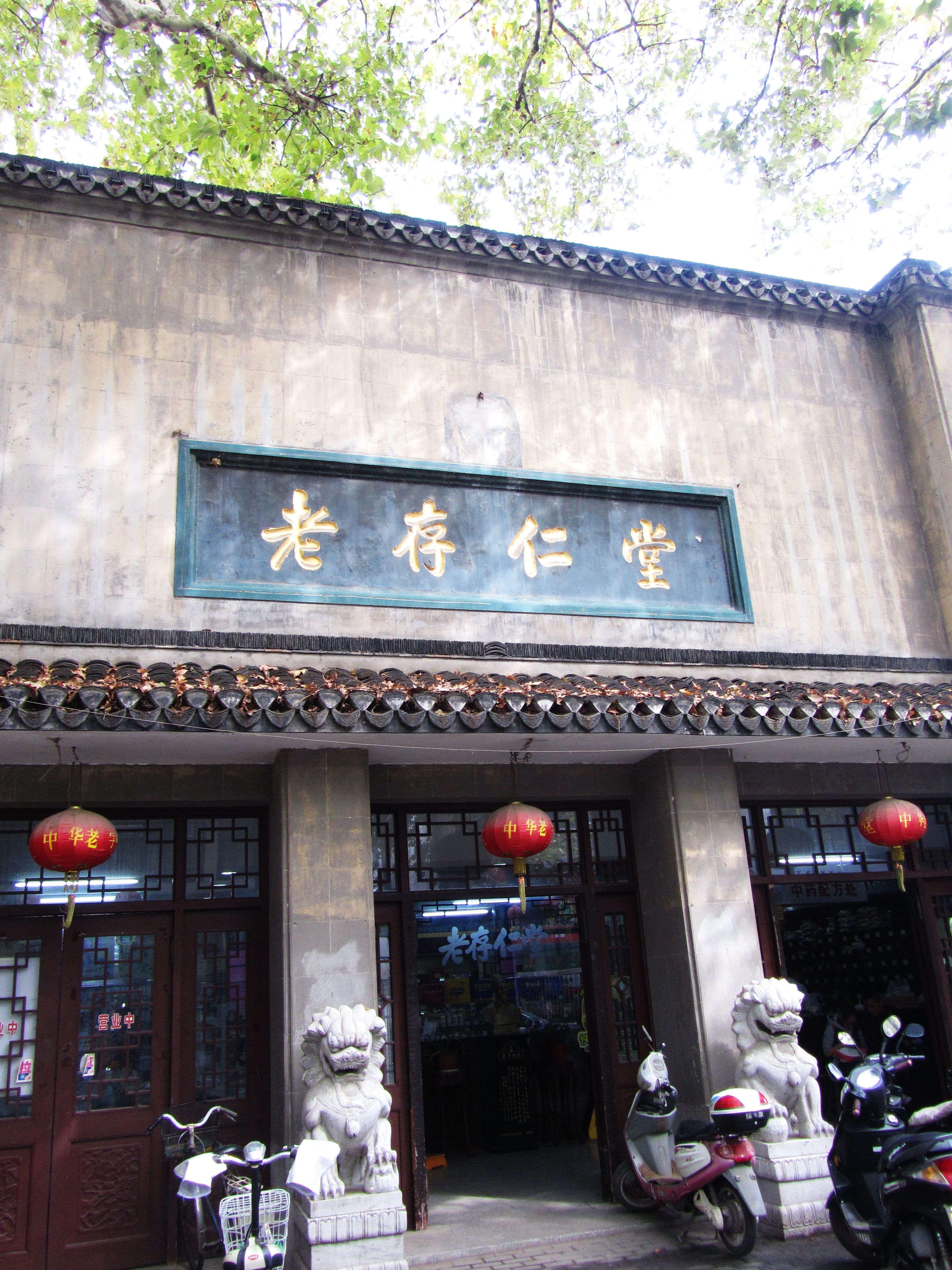
大西路老存仁堂药店
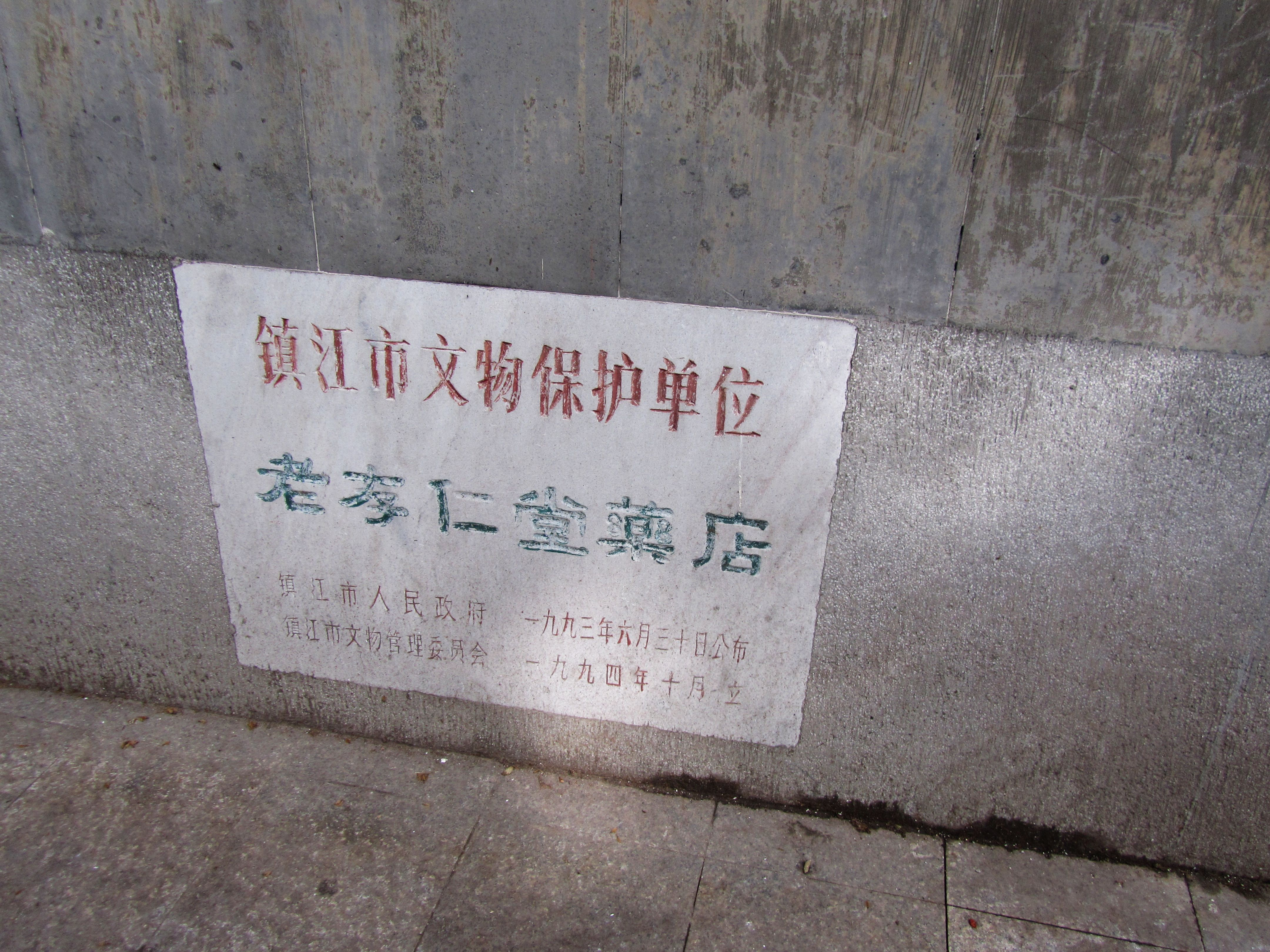
文保碑